# Magnone (torrente)
Il Magnone è un torrente che scorre nella provincia di Trento e assume due denominazioni diverse a seconda dei territori che attraversa, sfociando nel lago di Garda con il nome Varone.
Nasce alle falde della Pichea (vedi Pichee), discende la val di Pichea e la val di Tenno poi forma la bellissima cascata del Varone 108 metri di salto per poi attraversare con il nome Varone Riva del Garda e finire nel lago di Garda a 300 metri dalla foce riceve le acque del torrente Albola.

## Laghi di cui è immissario o emissario
Pur avendo una portata d'acqua elevata e essendo abbastanza lungo, il torrente Magnone-Varone è immissario ed emissario di un solo piccolissimo lago oltre a essere immissario del lago di Garda. Il laghetto di cui è sia immissario che emissario è il lago del Mulino tra Tenno e Pranzo. La cascata del Varone in questo spettacolare salto d'acqua, il Magnone si insinua all'interno di una spettacolare forra verticale posta in fondo alla valle di Tenno e precipita per 108 metri formando uno spettacolo unico.